# Валсове и танга от село Бела вода
„Валсове и танга от село Бела вода“ е български игрален филм (късометражен, драма) от 2007 година, по сценарий и режисура на Иван Владимиров. Оператор е Георги Челебиев. Музиката във филма е композирана от Николай Маджаров.

## Актьорски състав
Роли във филма изпълняват актьорите:
- Пепа Николова
- Димитър Овчаров
- Стефка Янорова
- Цветан Алексиев
- Александра Сърчаджиева
- Йордан Биков - вуйчото
- Стойо Мирков

## Награди
Голяма награда за късометражен филм, Монпелие 2008 година